# Lichtentanne
Lichtentanne là một đô thị thuộc huyện Zwickau, bang Sachsen, nước Đức.

## Cư dân nổi bật
- Ludwig Greiner.